# Nghĩa vụ quân sự tại Cuba

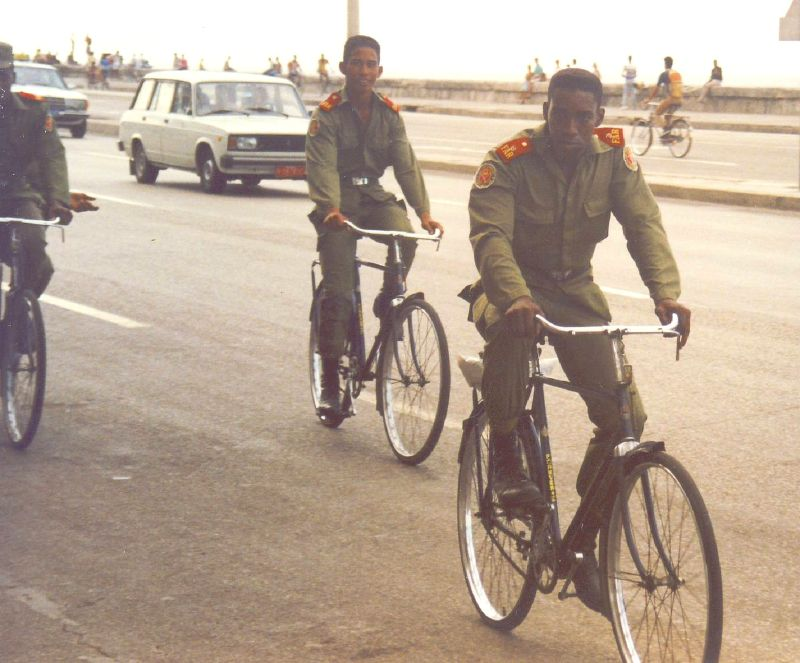
Quân đội Cuba đang di chuyển.

Nghĩa vụ quân sự được ghi trong Hiến pháp nước Cộng hòa Cuba năm 1976 tại Điều 65, nêu rõ "Bảo vệ tổ quốc xã hội chủ nghĩa là vinh dự lớn nhất và là nghĩa vụ cao quý nhất của mỗi công dân Cuba". Có sự hiện diện quân sự ở mọi cấp độ giáo dục ở Cuba, tuy nhiên quá trình tuyển quân bắt đầu từ cấp trung học phổ thông vì công dân, cả nam và nữ, đều có thể nhập ngũ từ 17 tuổi.
Đây chính là điểm nổi bật trong lịch sử quân sự Cuba vì nó giúp hiểu rõ cách họ xây dựng và củng cố nội bộ bộ máy quân sự của mình. Đặc biệt là việc thành lập Lực lượng Vũ trang Cách mạng Cuba vào năm 1959 khi Fidel Castro lên nắm quyền đã chứng kiến sự tái cơ cấu có hệ thống lực lượng phòng thủ Cuba, tập trung vào việc huy động một đội quân lớn. Nó đã trở thành một yếu tố quan trọng trong việc tập hợp lực lượng quân sự thường trực lớn thứ hai ở Mỹ Latinh trong suốt cuối thập niên 1970 cho đến cuối thập niên 1980, sau Brasil. Sau khi gửi quân tới Angola vào năm 1975, chế độ nghĩa vụ quân sự đã cho phép lực lượng vũ trang Cuba gia tăng quân số lên tới 117.000 người.
Lực lượng Vũ trang Cách mạng nỗ lực chuyên nghiệp hóa quân đội bằng cách khen thưởng sự phát triển quân sự với quân hàm và chức vụ cao hơn; và hiện đại hóa cơ quan quân sự của họ bằng cách đào tạo nhân sự chuyên biệt, đồng thời thúc đẩy phát triển kiến thức và kỹ năng. Điều này hỗ trợ việc mở rộng quân đội dựa trên chế độ nghĩa vụ quân sự vì nó mang lại sức mạnh và kinh nghiệm cho lực lượng quân sự đối lập.

## Nghĩa vụ quân sự Cuba cho đến năm 1991

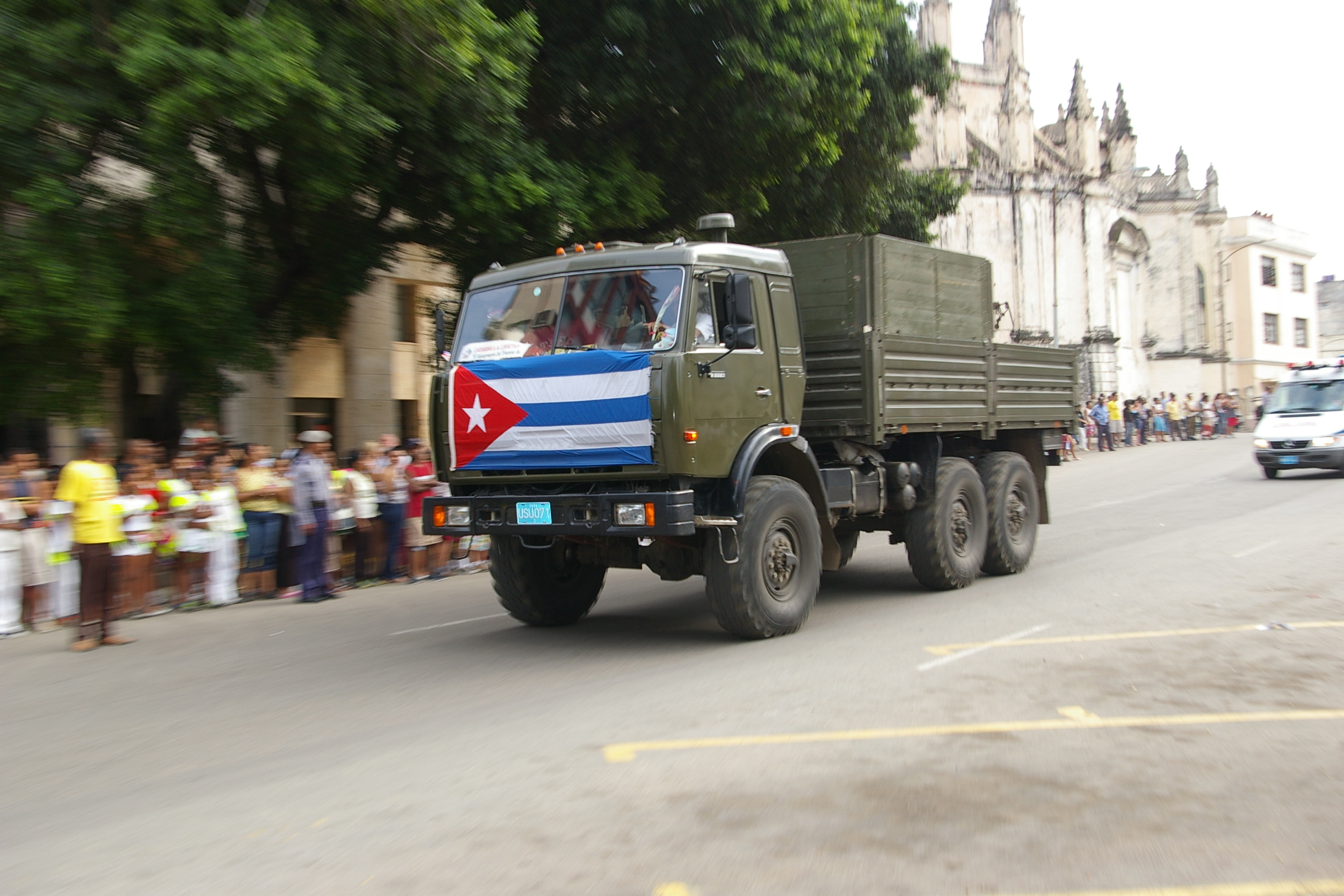
Xe tải quân sự Cuba ở Havana.

Công dân Cuba được yêu cầu thực hiện theo hệ thống Nghĩa vụ Quân sự Bắt buộc (SMO). Theo cơ cấu này, bắt buộc phải hoàn thành ba năm nghĩa vụ quân sự, tham gia dân quân lãnh thổ hoặc lữ đoàn sản xuất và quốc phòng. SMO được củng cố bởi Luật Nghĩa vụ quân sự đầu tiên được ban hành vào tháng 11 năm 1963.
Bất chấp sự khởi đầu hiện đại hơn của chế độ nghĩa vụ quân sự ở Cuba, cuộc thảo luận về chính sách này đã có từ năm 1869, khi tờ New York Times đưa tin rằng đã có cuộc thảo luận ở Havana rằng chế độ nghĩa vụ quân sự sẽ được áp dụng. Mặc dù nỗ lực này không thành công nhưng vẫn có thông tin cho rằng nó được phổ biến rộng rãi trong toàn dân. Từ góc độ đối ngoại, nó được coi là một nỗ lực nhằm giành quyền kiểm soát các vấn đề của Cuba mà họ đang cố gắng giành lấy do có sự can thiệp từ bên ngoài của những đối tác quốc tế. Đây cũng không phải là một chính sách được quốc tế đón nhận nồng nhiệt, với bài báo dự đoán rằng Cuba sẽ nhận thấy sự gia tăng lớn về lượng hành khách đi ra nước ngoài nhằm cố gắng tránh nghĩa vụ quân sự bắt buộc.
Việc thành lập SMO vào năm 1963 ngay lập tức mang lại lợi ích cho Lực lượng Vũ trang Cách mạng Cuba vì họ có một lượng quân lớn với bộ kỹ năng đa dạng, cho phép có một đội quân giàu kinh nghiệm hơn. Ngoài ra, nó còn mang lại lợi ích cho quốc gia khi mở rộng lực lượng lao động Cuba khi các công nhân sản xuất thuộc quyền quản lý của quân đội. Những nghĩa vụ sẵn có để nhập ngũ theo chế độ nghĩa vụ quân sự rất rộng lớn và do đó có thể phục vụ cho một số kỹ năng nhất định. Ví dụ, Tiểu đoàn Đường bộ Đặc biệt được cung cấp các thiết bị xây dựng như máy ủi và máy kéo để giúp củng cố cơ sở hạ tầng của Cuba. Các thành viên của đơn vị quân đội này chủ yếu là lính nghĩa vụ. Ngoài ra, theo chính sách này, những người đã nhập ngũ cũng có thể ở trong lực lượng dự bị của quân đội từ ngày 1 tháng 1 khi họ đủ 16 tuổi đến ngày 31 tháng 12 khi họ đủ 50 tuổi. Theo lệnh nghĩa vụ quân sự bắt buộc, những người đã hoàn thành nghĩa vụ quân sự tại ngũ cũng được chuyển vào lực lượng dự bị, nơi họ được yêu cầu hoàn thành khóa huấn luyện hàng năm cho đến 50 tuổi. Trong số những người lính nghĩa vụ này, người nào đang tại ngũ thì gọi là "quân nhân", người nào gia nhập dự bị thì gọi là "quân dự bị", và những người trong độ tuổi từ 16 đến 28 đã nhập ngũ nhưng chưa được gọi đi nghĩa vụ quân sự tại ngũ thì gọi là "lính dự tuyển".
Ngoài ra, việc ban hành Luật Nghĩa vụ Xã hội vào tháng 8 năm 1973 quy định rằng những người đã hoàn thành chương trình học tại một cơ sở giáo dục đại học, trong các lĩnh vực bao gồm nghiên cứu kỹ thuật, khoa học hoặc văn hóa, phải hoàn thành ba năm nghĩa vụ quân sự tại các đơn vị quân sự sử dụng kiến thức và kỹ năng chuyên môn của họ.

## Giảm bớt biên chế quân đội
Sau Cách mạng Cuba năm 1959, Cuba ngày càng phụ thuộc vào viện trợ chính trị, kinh tế và quân sự của Liên Xô, trở thành đồng minh của họ trong Chiến tranh Lạnh. Tổng số quân và việc xây dựng nhân sự trong quân đội Cuba trong suốt thập niên 1970 và 1980, dựa vào sự hỗ trợ mạnh từ chính sách nghĩa vụ quân sự của họ, phần lớn được trợ giúp và tạo điều kiện nhờ nguồn viện trợ quân sự của Liên Xô. Do đó, khi Liên Xô tan rã vào năm 1991 và mất đi một đồng minh, Cuba đã không thể hỗ trợ cơ sở hạ tầng quân sự quy mô lớn mà họ đã xây dựng. Đến năm 1995, quân đội Cuba đã giảm đi một nửa, chỉ còn lại 105.000 quân nhân tại ngũ. Rõ ràng là phần lớn quá trình tái cơ cấu hệ thống quân sự Cuba đã bắt đầu chủ yếu khi Liên Xô rút viện trợ cho Cuba. Không có nguồn tài chính và quân sự mà Liên Xô cung cấp, Cuba không có cơ sở vật chất hoặc nguồn lực để duy trì quy mô nhân sự và tổng quân số từ các chính sách của mình. Năm 1991, năm mà sự hỗ trợ của Liên Xô tan rã, Cuba buộc phải thay đổi và giảm bớt các yêu cầu trong chính sách nghĩa vụ quân sự của họ.

## Chính sách nhập ngũ từ năm 1991 cho đến nay
Kể từ tháng 8 năm 1991, SMO đã thay đổi Luật Nghĩa vụ Quân sự Chung và các yêu cầu về nghĩa vụ quân sự tại ngũ giảm xuống còn hai năm, với việc nhập ngũ là bắt buộc trong độ tuổi từ 16 đến 28, tuy nhiên hầu hết công dân đều không bị gọi đi nghĩa vụ quân sự cho đến khi họ đủ 17 tuổi. Lời giải thích được đưa ra để biện minh cho việc cắt giảm này là trình độ kỹ năng và trình độ học vấn của những người nhập ngũ đã được cải thiện đáng kể và cần ít đào tạo hơn. Ngoài ra, một lời giải thích hợp lý khác là việc giảm nhu cầu huy động quân sự ngay lập tức đã ảnh hưởng đến việc giảm nghĩa vụ bắt buộc. Trong thời gian nghỉ ngơi, khi nhu cầu về nguồn lực quân sự thấp, lính nghĩa vụ có thể tham gia lực lượng dự bị của quân đội. Họ còn được chuyển sang lực lượng dự bị sau khi cá nhân đã hoàn thành nghĩa vụ quân sự bắt buộc. Ở vị trí này, họ có thể được yêu cầu hoàn tất vô số nhiệm vụ cho quân đội đến khi tròn 45 tuổi.
Việc chuyển giao quyền lực từ Fidel Castro sang cho người em trai Raúl Castro vào năm 2006 đã dẫn đến cuộc thảo luận toàn cầu về việc rời xa Chủ nghĩa Cộng sản ở Cuba, dẫn đến khả năng tái cơ cấu quân đội. Việc tái cơ cấu này có nghĩa là có thể loại bỏ chế độ nghĩa vụ quân sự khỏi chính sách của họ và hướng tới một lực lượng quân sự hoàn toàn tình nguyện. Cuba đã không từ bỏ chủ nghĩa cộng sản kể từ khi chuyển giao quyền lãnh đạo, và do đó mục tiêu đơn vị quân đội của họ chẳng có thay đổi nào khác.

## Lựa chọn thay thế nghĩa vụ quân sự
Mặc dù chế độ nghĩa vụ quân sự là một chính sách cứng nhắc trong hệ thống quân sự Cuba, vẫn có những hình thức nghĩa vụ thay thế mà người thực hiện nghĩa vụ quân sự có thể hoàn thành, miễn là "việc huấn luyện quân sự tương ứng được đảm bảo". Ủy ban Liên Hợp Quốc về Quyền Trẻ em năm 2011 đã chỉ ra rằng những người ở độ tuổi thanh thiếu niên đủ điều kiện để được kêu gọi hành động ở tuổi 18, có thể hoàn thành thời hạn nghĩa vụ của mình bằng cách tham gia vào các nhiệm vụ có tính chất khác, chẳng hạn như vai trò về mặt xã hội hoặc kinh tế. Thông tin thêm về những vai trò cụ thể này là gì hoặc những hướng dẫn để hoàn thành nghĩa vụ thay thế này không được chính phủ Cuba cung cấp.

## Trường hợp miễn nghĩa vụ quân sự
Do chính sách nhập ngũ cứng nhắc, những người được hội đồng tuyển quân tuyên bố là khuyết tật về tinh thần hoặc thể chất là những người duy nhất được miễn nghĩa vụ quân sự.  Ngoài ra, trong một số trường hợp, công dân Cuba có thể hoãn nghĩa vụ quân sự để hoàn thành công vụ của mình dù trường hợp này không được miễn trừ. Khi người lính nghĩa vụ đã nhập ngũ và đang tại ngũ, họ cũng có cơ hội được hoãn thực hiện nghĩa vụ nếu bị bệnh hoặc mất khả năng lao động hoặc họ là người duy nhất chăm sóc cho hai người phụ thuộc trở lên dưới 21 tuổi.

## Phản đối nhập ngũ vì lương tâm
Luật quân sự xung quanh việc nhập ngũ không thừa nhận bất kỳ trường hợp ngoại lệ nào đối với việc phản đối nhập ngũ vì lương tâm. Tầm quan trọng của cam kết dân tộc đối với nghĩa vụ quân sự là rõ ràng, đặc biệt là trong hiến pháp của họ quy định rằng, "bảo vệ tổ quốc xã hội chủ nghĩa là vinh dự lớn nhất và nghĩa vụ cao quý nhất của mỗi người dân Cuba." Mặc dù vậy, đã có nhiều trường hợp được báo cáo về việc công dân Cuba đã cố gắng tự làm hại bản thân để được miễn nghĩa vụ bắt buộc. Tuy nhiên, những hành vi này đã bị trừng phạt theo Điều 171 của Bộ luật Hình sự Cuba năm 1987 quy định rằng "tước quyền tự do trong thời gian từ ba tháng đến một năm hoặc phạt tiền từ một trăm đến ba trăm cuotas" được áp dụng nếu những người thực hiện nghĩa vụ quân sự cản trở việc hoàn thành nghĩa vụ của người khác hoặc bản thân họ không thực hiện các yêu cầu nghĩa vụ bắt buộc.

## Quy định kỷ luật trong quân ngũ
Những người bị bắt đi nghĩa vụ quân sự tại ngũ, dù là quân nhân hay công chức, đều phải chịu quy định kỷ luật nếu họ vi phạm các điều khoản của lệnh nghĩa vụ quân sự hoặc trật tự công cộng do Lực lượng Vũ trang Cách mạng Cuba (FAR) thực thi một cách nghiêm ngặt. Trong khi có những thành viên của FAR đã tự nguyện nhập ngũ, thì có một phần lớn hệ thống quân sự của họ được tạo thành từ lính nghĩa vụ. Do đó, các quy định kỷ luật này giúp hiểu rõ hơn về chế độ Nghĩa vụ quân sự Cuba vì nó giám sát hành vi của họ khi họ đang tại ngũ và dự bị. Tội phạm được coi là nghiêm trọng xác định là phản quốc, gián điệp, hèn nhát, hối lộ và lừa đảo. Thái độ hèn nhát đặc biệt áp dụng cho những người bị bắt đi nghĩa vụ quân sự, vì những thành viên này không tự nguyện nhập ngũ, và do đó đã có những trường hợp - chẳng hạn như những trường hợp được thảo luận trong phần 'phản đối nhập ngũ vì lương tâm' - có công dân Cuba đã cố gắng tự làm hại mình để được miễn nghĩa vụ quân sự, một điều có thể khiến họ bị pháp luật trừng phạt. Những người bị kết tội phạm các tội này đều bị kết án: tử hình; giam giữ (đối với các tội liên quan đến bạo lực); tiền phạt; và những lời chỉ trích của công chúng đóng vai trò như một lời cảnh báo. Các lựa chọn thay thế cho những hình phạt đó cũng được thực thi, bao gồm: trục xuất khỏi quân ngũ; cách chức; mất quyền và lợi ích quân sự; hoặc mất mát tài sản.

## Nghĩa vụ quân sự dành cho phụ nữ
Năm 1986, nghĩa vụ quân sự nữ tình nguyện được ban hành, cho phép phụ nữ tự nguyện nhập ngũ. Do đó, chế độ nghĩa vụ quân sự không áp dụng đối với phụ nữ, tuy nhiên sau khi nhập ngũ, họ phải hoàn thành tối thiểu 2 năm quân ngũ. Phụ nữ có thể thăng tiến trong quân đội Cuba, thế nhưng người ta hiểu rằng họ bị hạn chế tiếp cận với trình độ học vấn và kinh nghiệm, thứ giúp tạo điều kiện cho họ có khả năng được thăng chức. Ngoài ra, yêu cầu phụ nữ chọn gia nhập quân đội không được mang thai vào thời điểm nhập ngũ và tại bất kỳ thời điểm nào trong suốt thời gian tại ngũ.